# 鈴木鵞湖

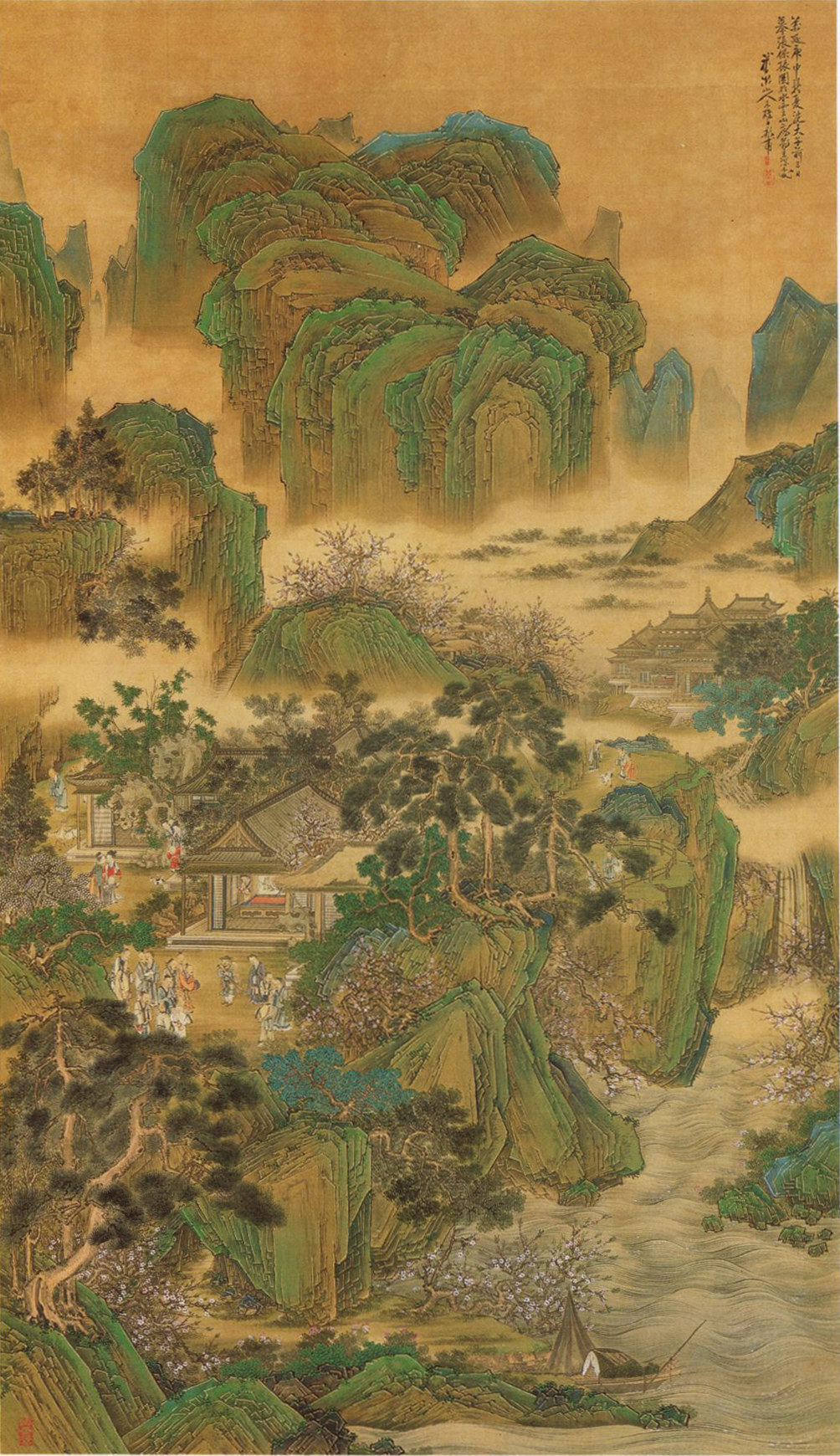
武陵桃源図

鈴木 鵞湖（すずき がこ、文化13年（1816年） - 明治3年4月22日（1870年5月22日））は、江戸時代末期（幕末）に活躍した画家である。名は雄、字は雄飛、幼名は筆三、通称は漸造、別号は一鶯、我古山人、水雲山房、東台山麓。

## 概要
鈴木鵞湖は江戸時代末期に下総国千葉郡豊富村（現:千葉県船橋市金堀町）に生まれた。江戸に出た後は谷文晁、相沢石湖に学んだ。代表作の1つである『十六羅漢像図』は千葉県指定文化財になっている。専門家の間では「近代美術の基礎を築いた」とも評されている。また、鵞湖の後を少したどると息子の石井鼎湖、孫の石井柏亭、石井鶴三と3代にわたってその資質を継ぎ、いずれも画壇で活躍している。なお、石井姓は、鼎湖が養子にいったことによる。2005年に郷土に大きく貢献した鈴木鵞湖を研究する為の「鈴木鵞湖研究会」が金堀町に続く鈴木家を含めた有志で結成され、歴史に埋もれてしまっている郷土出身の画家の足跡を明らかにする為の活動が行われている。

## ギャラリー

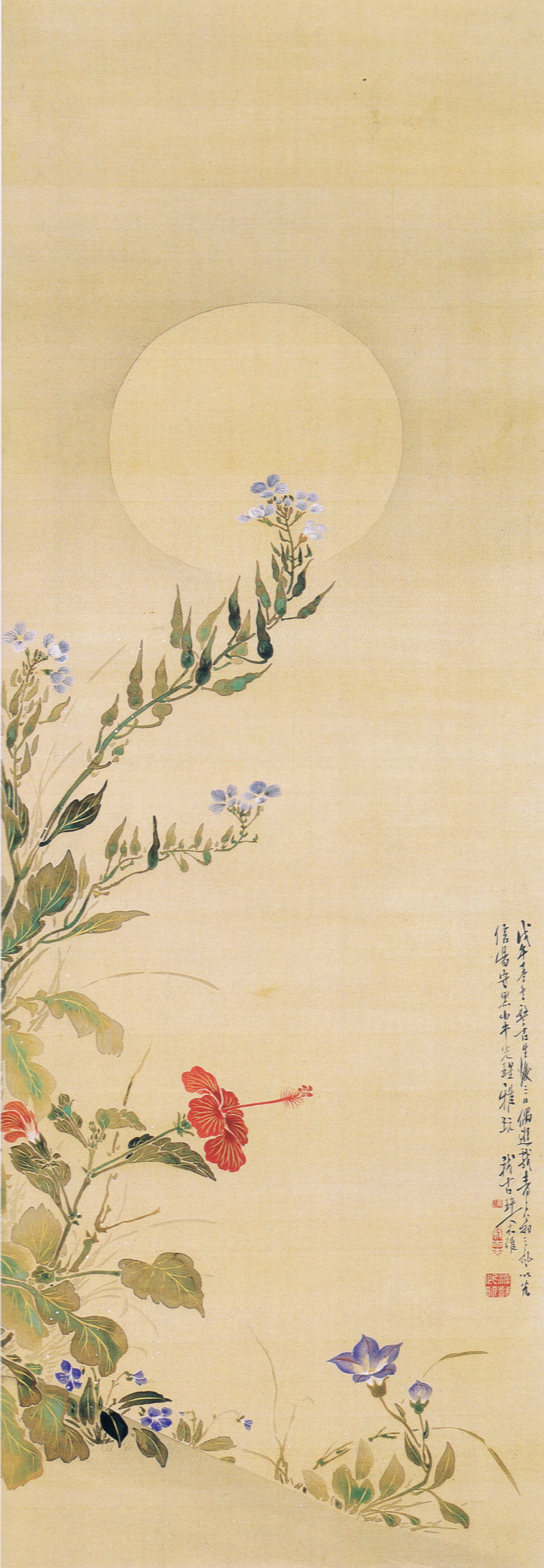
花鳥図 安政５年
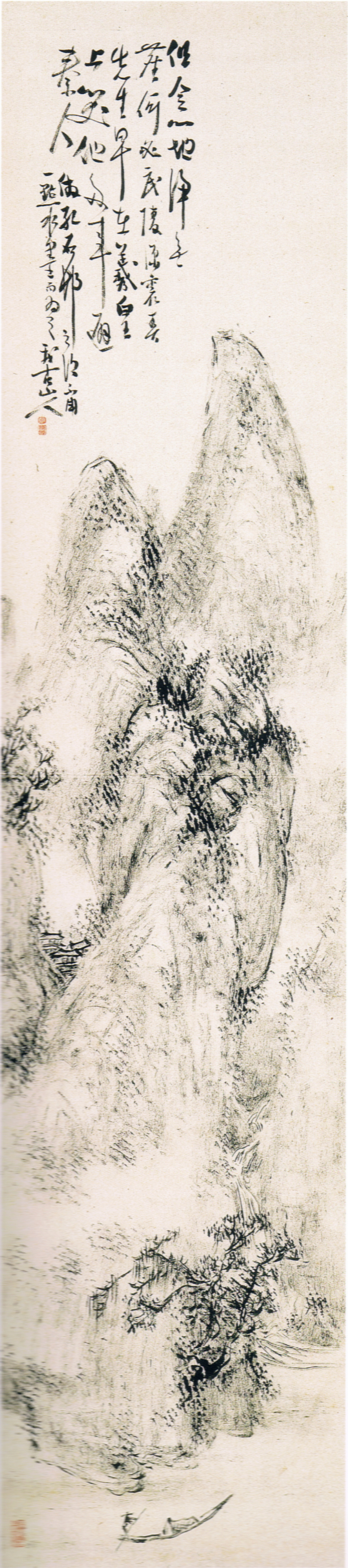
渇筆法山水
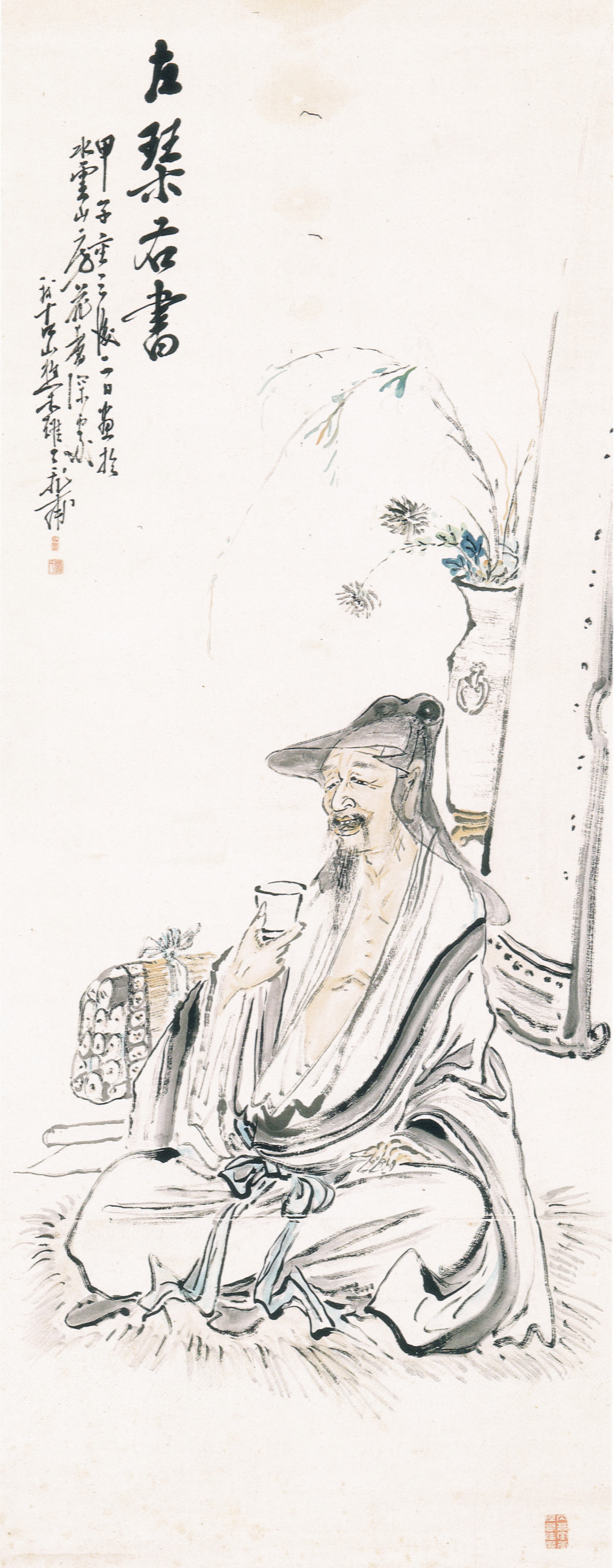
左琴右書図 元治元年
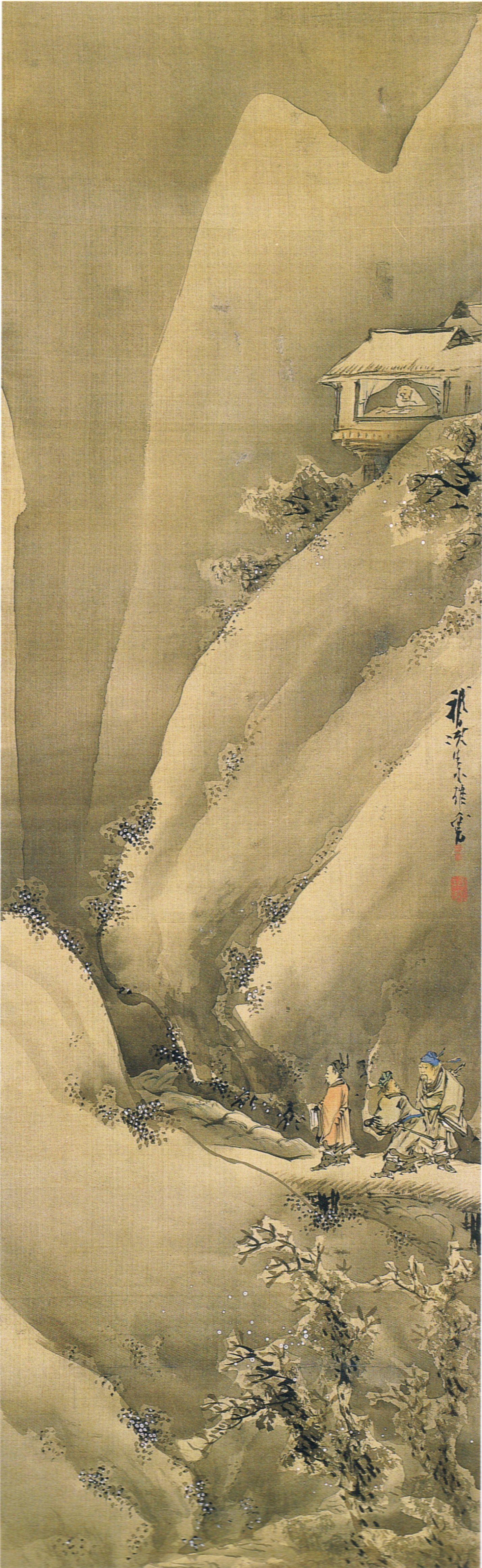
山水の図 松本市美術館
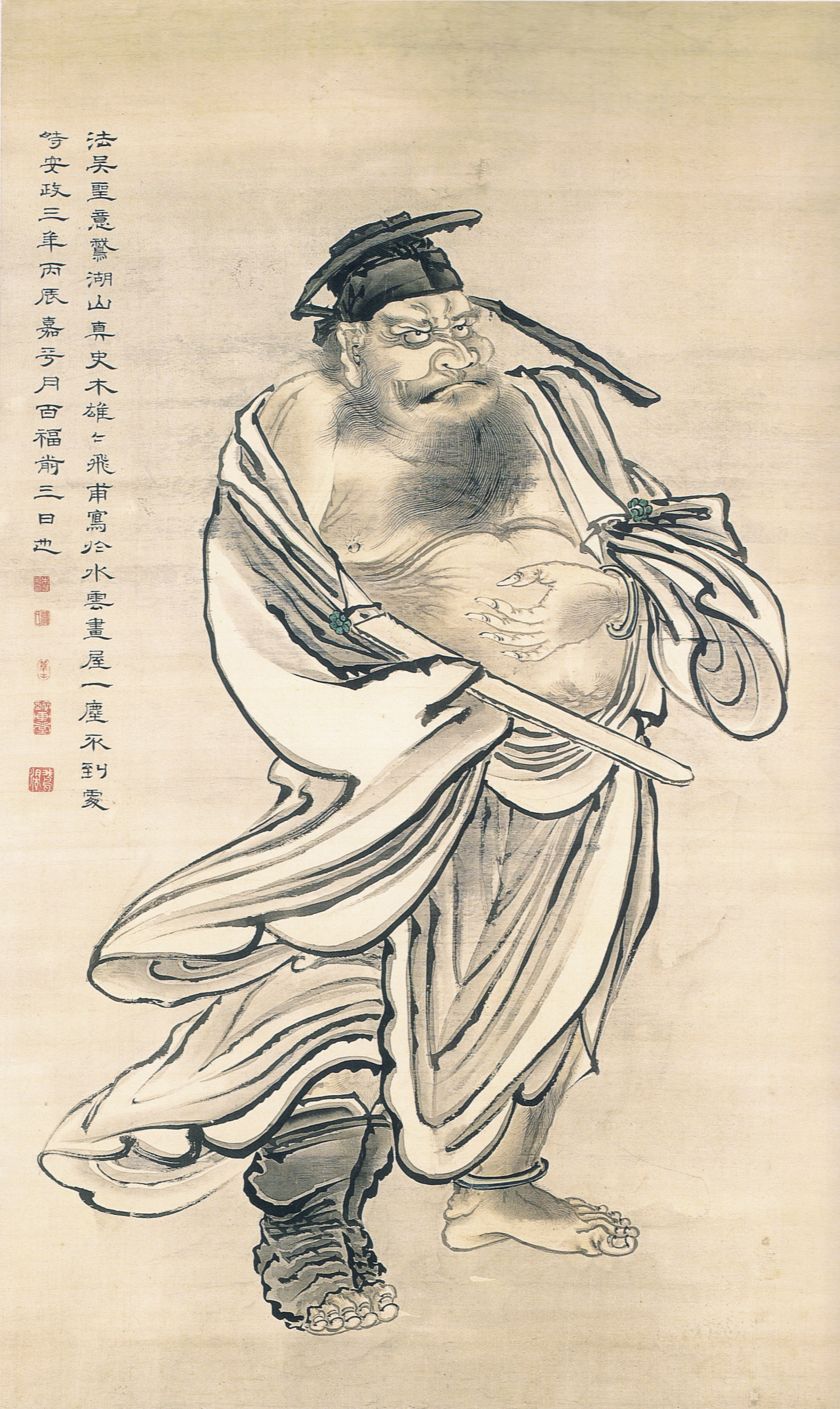
鍾馗図-安政３年 松本市美術館
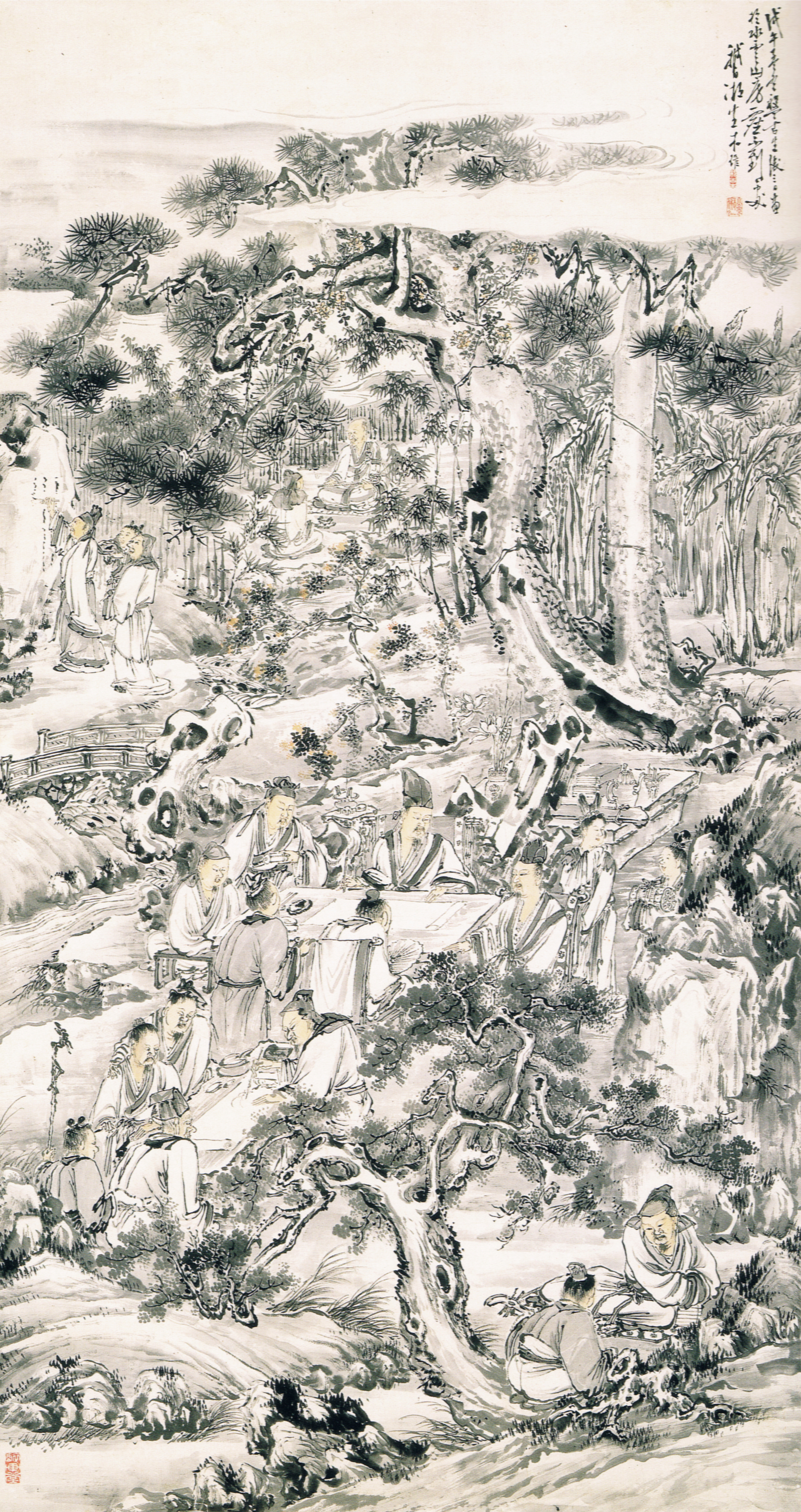
西園雅集図 安政５年 千葉市美術館
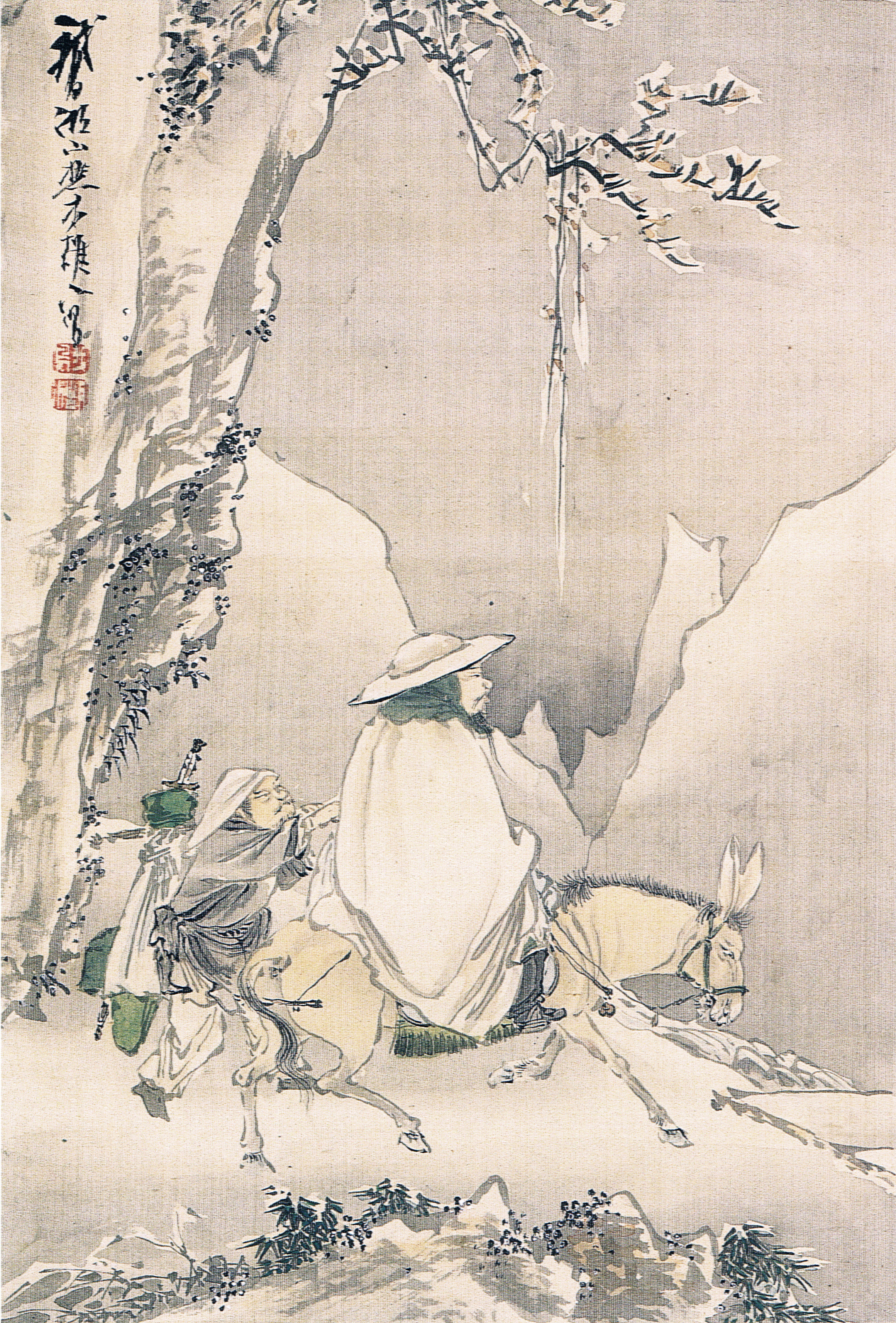
雪中人物図 松本市美術館
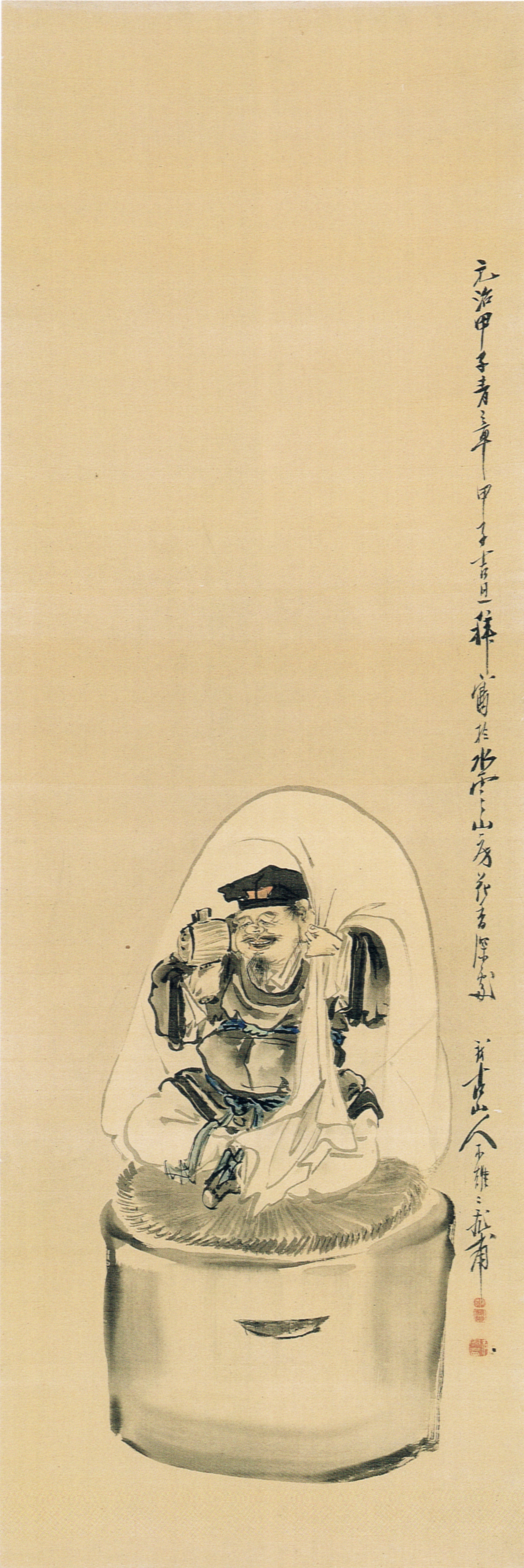
大黒図 元治元年
朝日に蜘蛛図 安政５年 松本市美術館
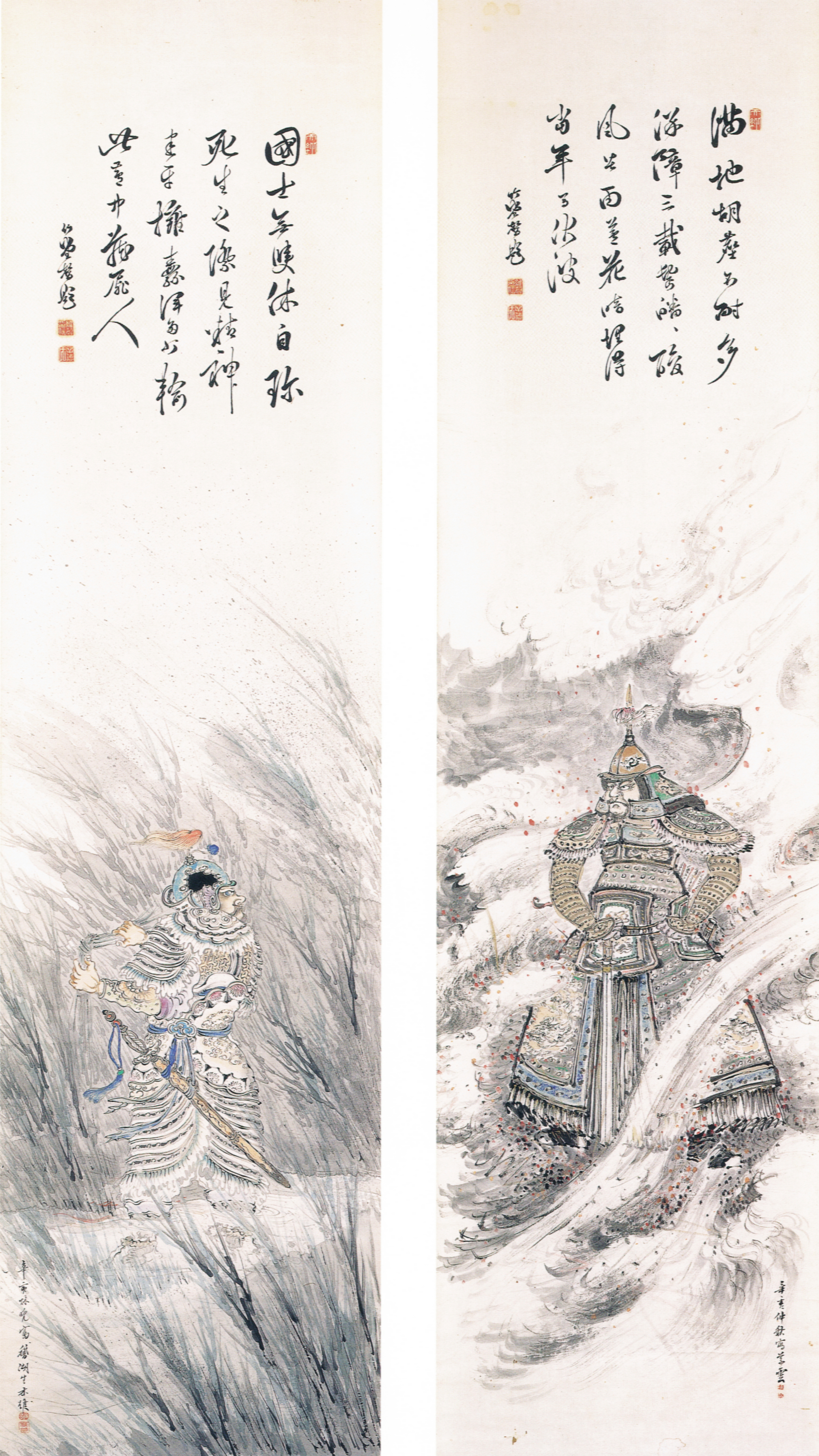
田崎草雲・鈴木鵞湖「陳化成・柳国標図」嘉永４年 松浦武四郎記念館
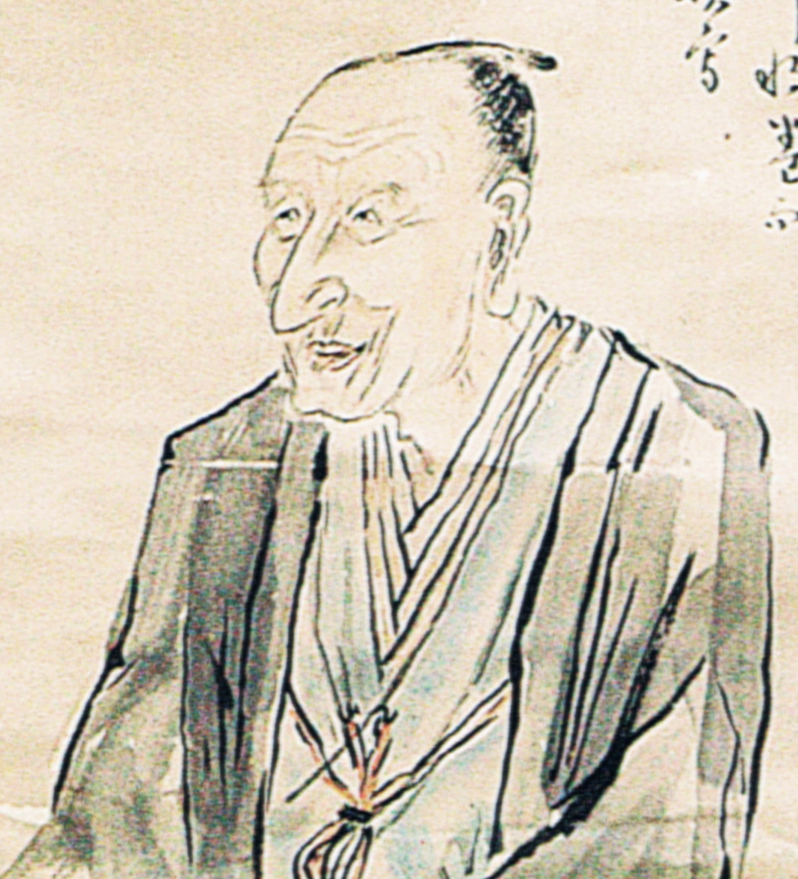
東条琴台肖像 明治元年 実践女子大学図書館
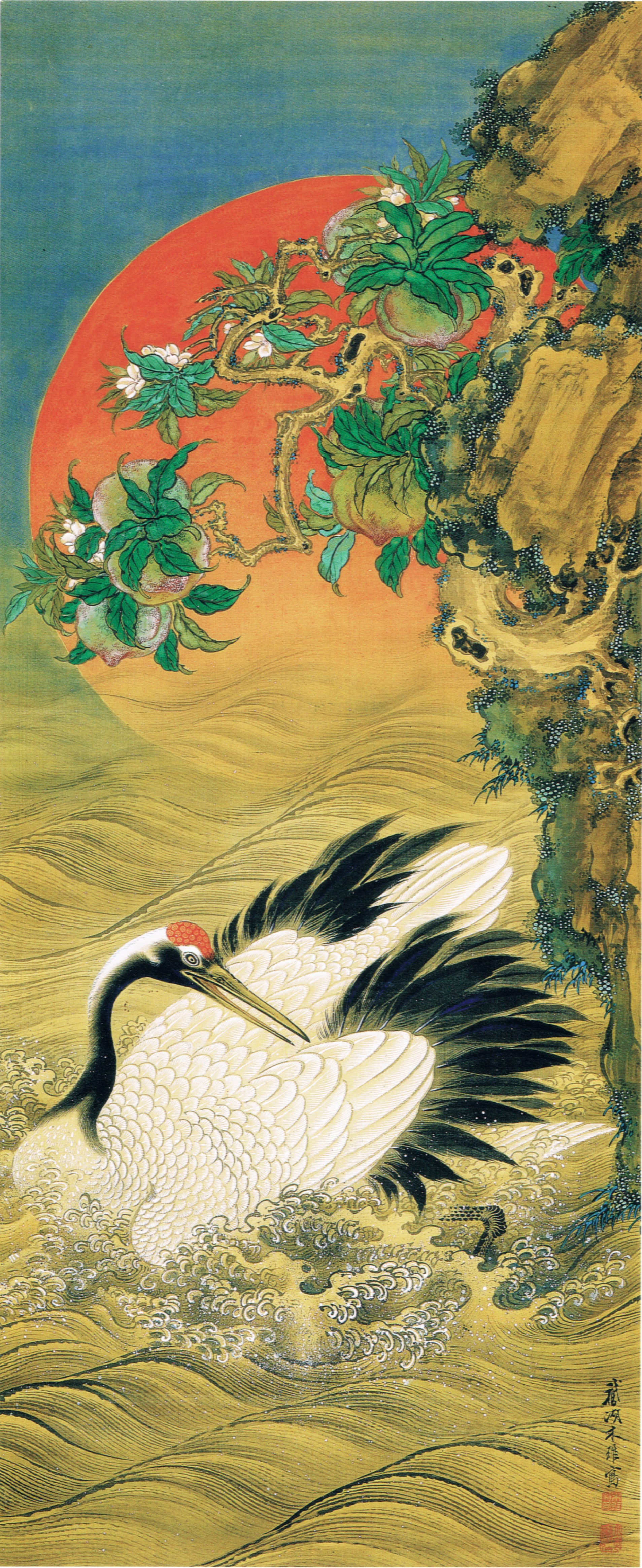
日の出に鶴図 東京歯科大学
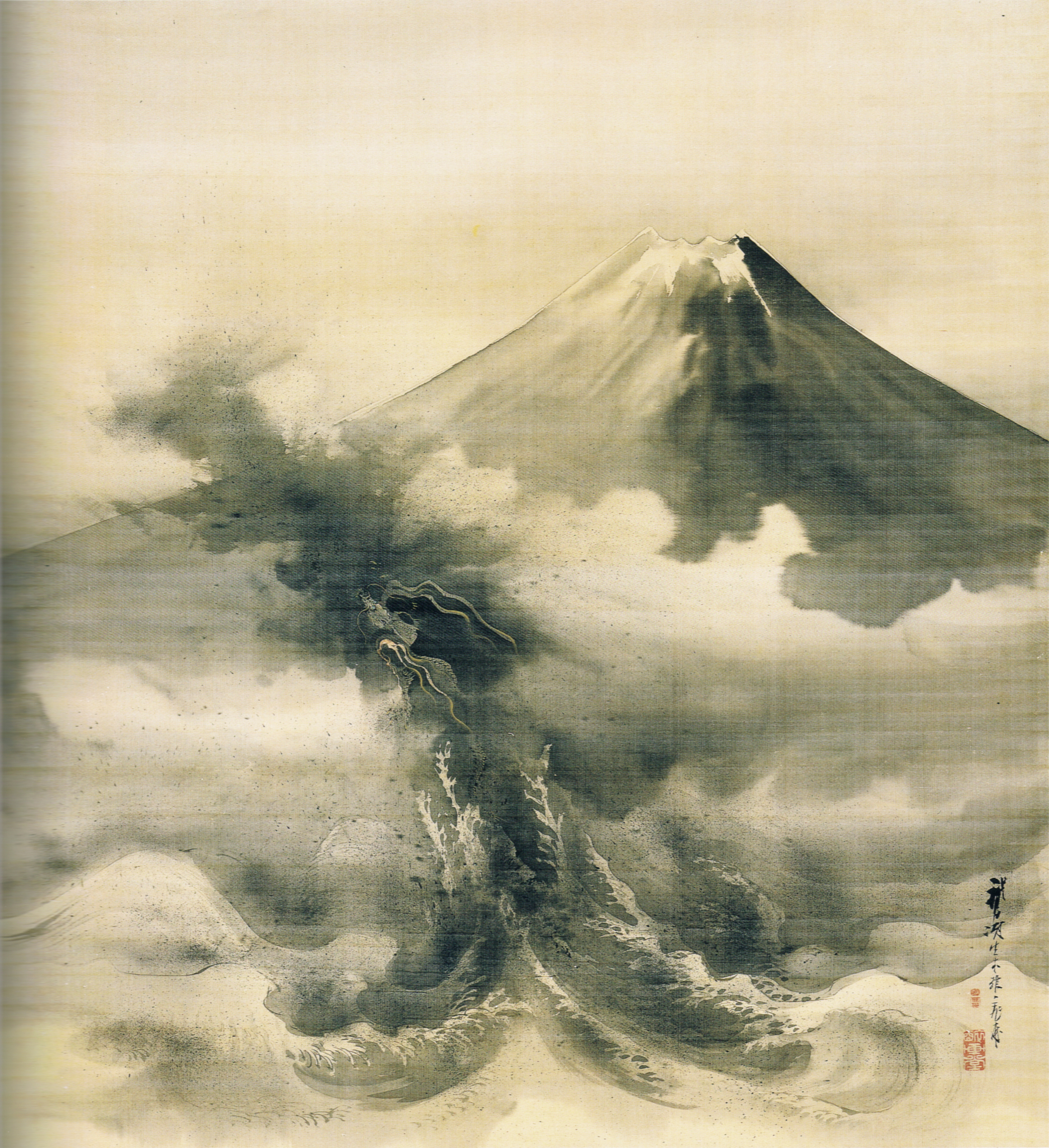
富士昇龍図
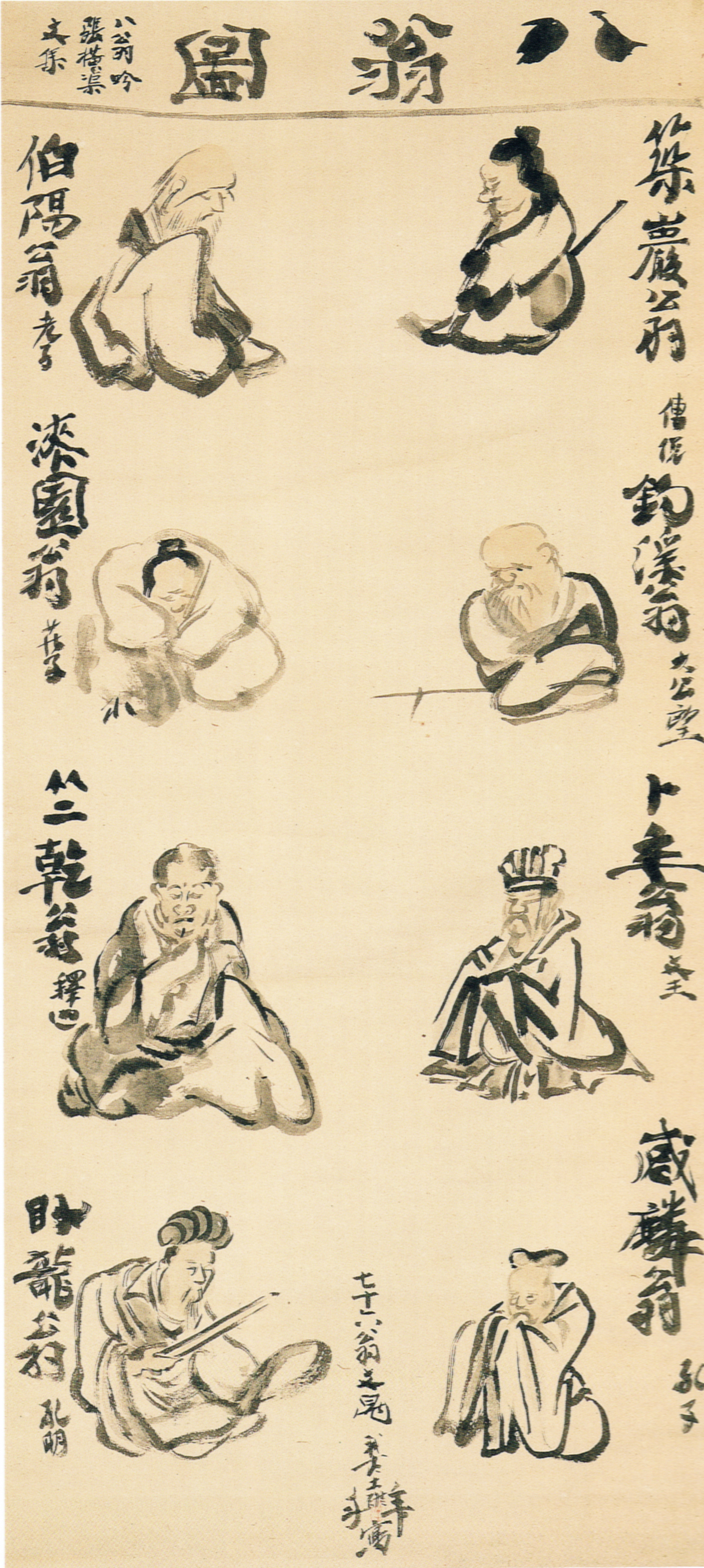
文晁八翁図
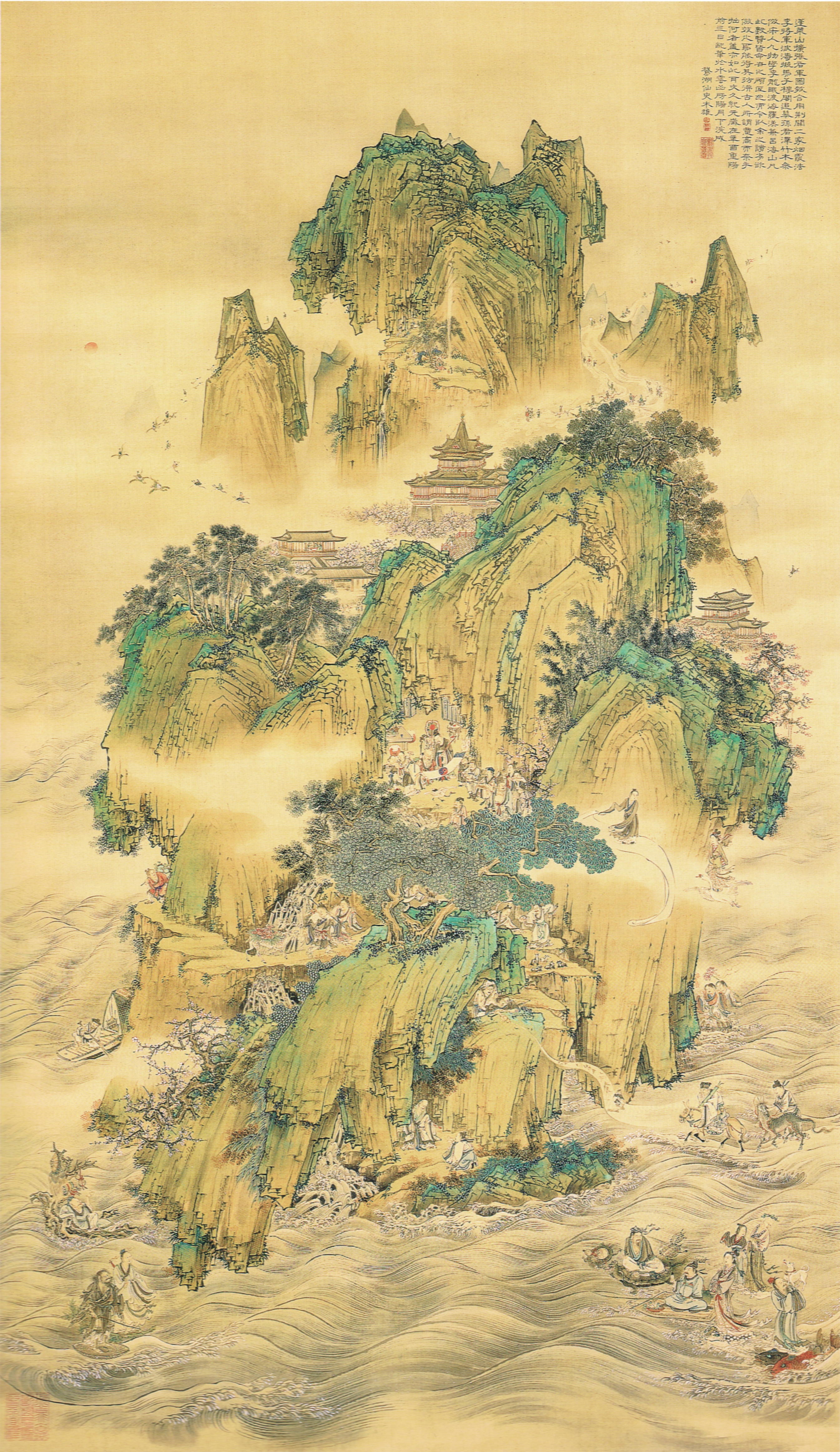
蓬萊山図 文久元年 秋田市立千秋美術館
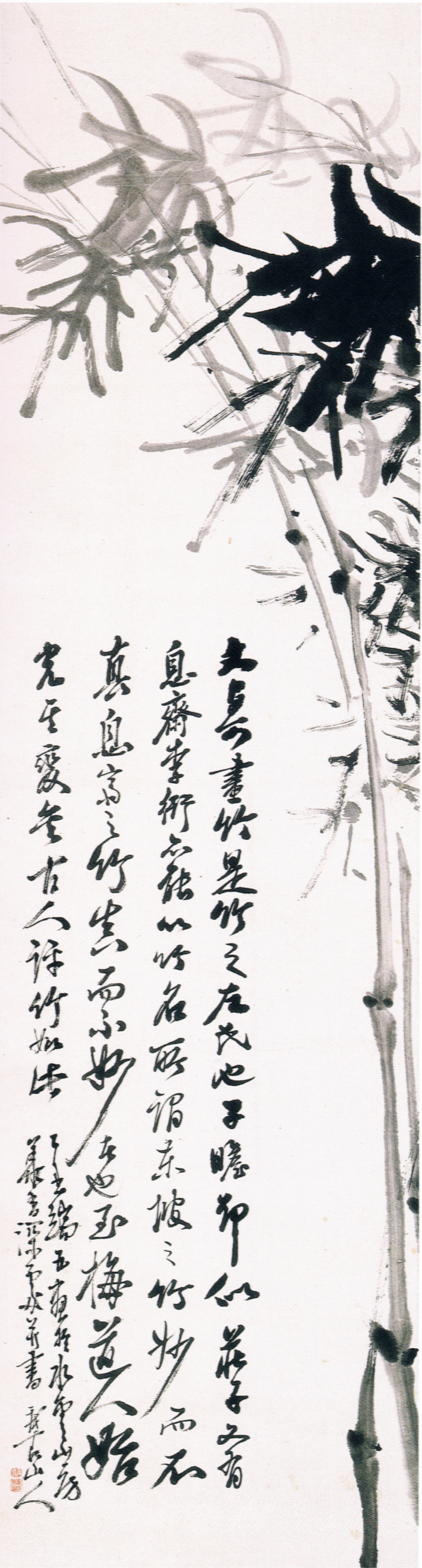
墨竹図 慶応元年
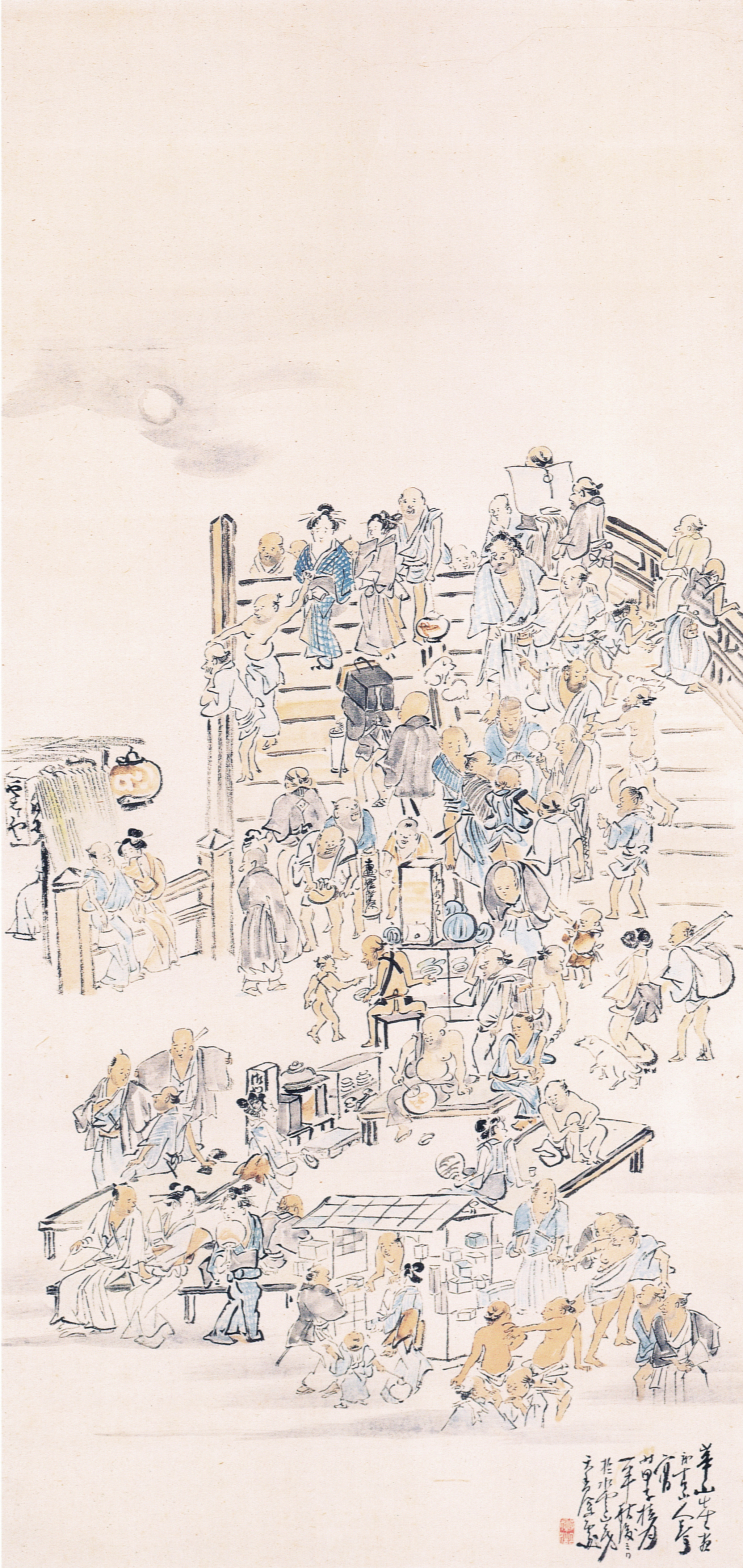
両国橋納涼図 元治元年 田原市博物館
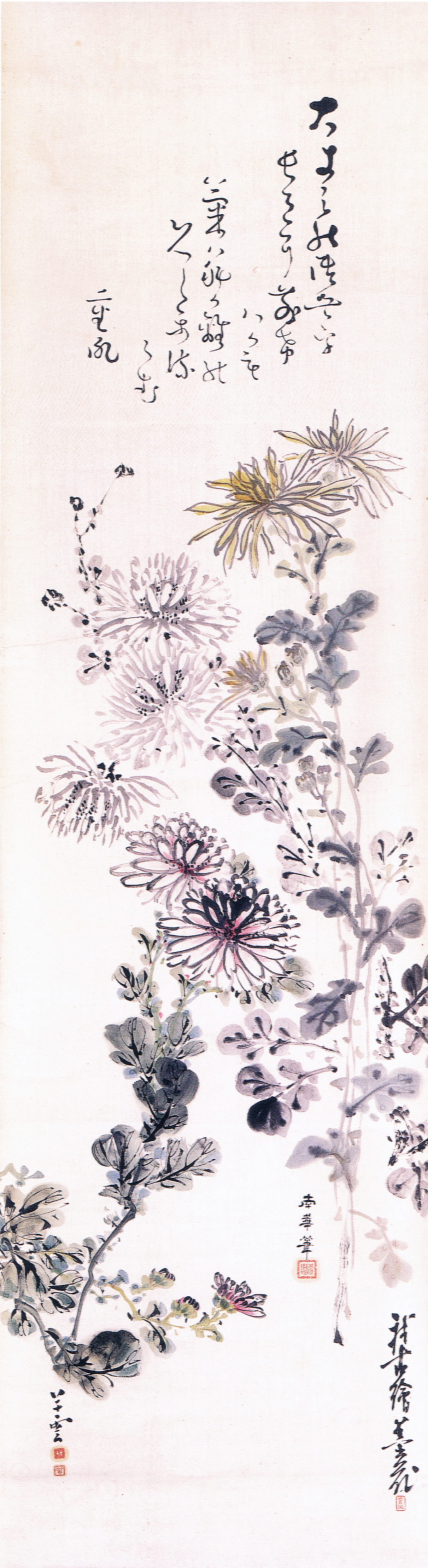
鈴木鵞湖・春木南華・田崎草雲「菊図」 文久３年 松浦武四郎記念館
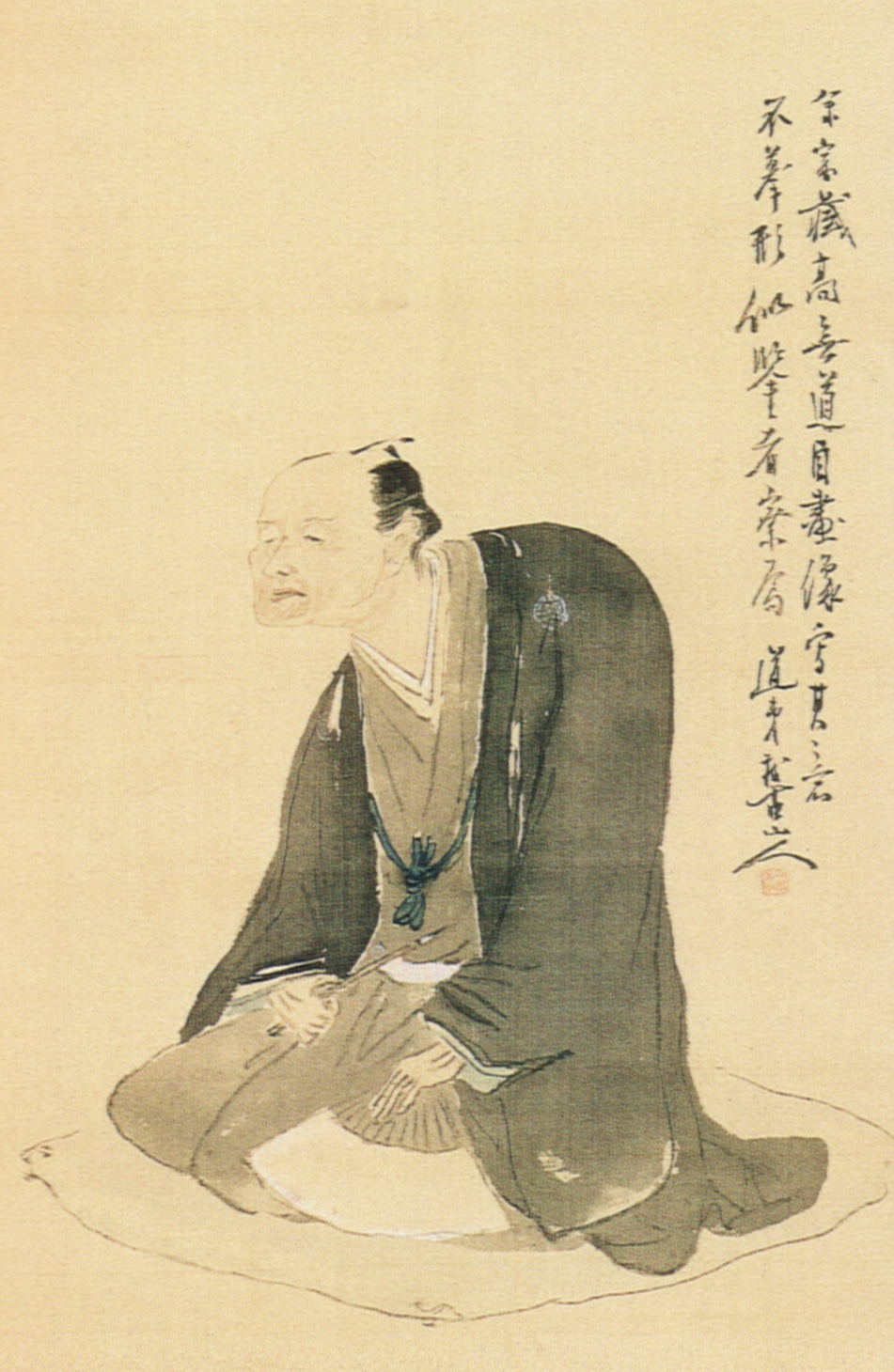
高隆古像 栃木県立博物館